# Ludwig von Ficker
Ludwig von Ficker (de son nom complet Ludwig Ficker von Feldhaus), né le 13 avril 1880 à Munich et mort le 20 mars 1967 à Innsbruck, est un écrivain et éditeur allemand.

## Biographie
Ludwig von Ficker fonde en 1910 la revue Der Brenner et publie l'œuvre de son ami Georg Trakl.

## Œuvres et bibliographie
- Studien über Karl Kraus, 1913
- Denkzettel und Danksagungen. Reden und Aufsätze. Herausgegeben von Franz Seyr. Kösel 1967
- Briefwechsel 1909-14, 4 Bände. Otto Müller, Salzburg 1986  (ISBN 3701307024)
- Martin Heidegger, Ludwig von Ficker: Briefwechsel 1952 bis 1967. Herausgegeben von Matthias Flatscher. Klett-Cotta Verlag, Stuttgart 2004  (ISBN 3608913181)7